# Société mathématique de Chypre
La Société mathématique de Chypre (Cyprus Mathematical Society, CMS) est une société savante de mathématiciens fondée en 1983, qui vise à promouvoir l'éducation et les sciences mathématiques.

## Histoire
La Société mathématique de Chypre est une organisation à but non lucratif soutenue par le travail bénévole de ses membres. Elle compte plus de 600 membres. Afin de promouvoir ses objectifs, elle organise des concours mathématiques entre les élèves de Chypre, et prend part à des concours internationaux de mathématiques :Balkan Mathematical Olympiad (en), Concours BMO Junior, Primary Mathematics World Contest (en), Olympiades internationales de mathématiques. La CMS organise une série de concours de mathématiques dans le cadre du processus de sélection des équipes nationales aux concours internationaux de mathématiques des concours et de l'Olympiade mathématique de Chypre. La Société mathématique de Chypre est membre de la Société mathématique européenne.

## Concours et sélection
Que ce soit au Lyceum (école secondaire) ou au Gymnasium, quatre compétitions provinciales se sont tenues en novembre dans chaque quartier de la capitale :  "Iakovos Patatsos" à Nicosie, Andreas Vlamis" à Limassol, "Petrakis Kyprianou" à Larnaca et Famagouste, et  "Andreas Hadjitheoris" à Paphos. Chaque classe a des problèmes différents. Dans chaque district, dix élèves de chacun des trois niveaux sont sélectionnés, soit au total 120 étudiants.
Puis la compétition nationale a lieu en décembre et est appelée "Zeno". Chacun des trois niveaux voit dix élèves sélectionnés, soit au total 30 étudiants.
Le processus comporte plusieurs séances de préparation pour l'olympiade, pour aboutir, après la quatrième compétition, à sélectionner les six membres de l'équipe nationale de l'OMI et de BMO et les quatre finalistes sont sélectionnés. Chaque test comporte des problèmes couvrant habituellement géométrie, théorie des nombres, algèbre et combinatoire (niveau primaire) .

## Publications
La principale publication de la CMS est Mathematic Step (grec moderne : Μαθηματικό Βήμα). Elle publie également le Mediterranean Journal for Research in Mathematics Education à partir de janvier 2002